# Hugo Spannaus
Hugo Spannaus (* 25. Januar 1867 in Dresden; † 6. Januar 1940 in Altenburg) war ein deutscher Theaterschauspieler und Regisseur.

## Leben und Wirken
Nach seinem Debüt in Leipzig, das vermutlich 1887 stattfand, hatte er u. a. Engagements in Ulm, Lübeck und Nürnberg. Von 1897 bis 1915 trat er als Schauspieler am Stadttheater Königsberg auf und danach war er von 1915 bis 1929 Mitglied des Landestheaters Altenburg. Dort war er auch als Regisseur tätig.